# گروه اینترپابلیک
گروه اینترپابلیک (انگلیسی: Interpublic Group) شرکت تبلیغاتی آمریکایی است، که در سال ۱۹۳۰ تأسیس شد.